# (18944) Sawilliams
(18944) Sawilliams (2000 QG61) – planetoida z pasa głównego asteroid okrążająca Słońce w ciągu 5,39 lat w średniej odległości 3,07 j.a. Odkryta 28 sierpnia 2000 roku.